# قائمة أكثر ألعاب سوبر نينتندو إنترتينمنت سيستم مبيعا

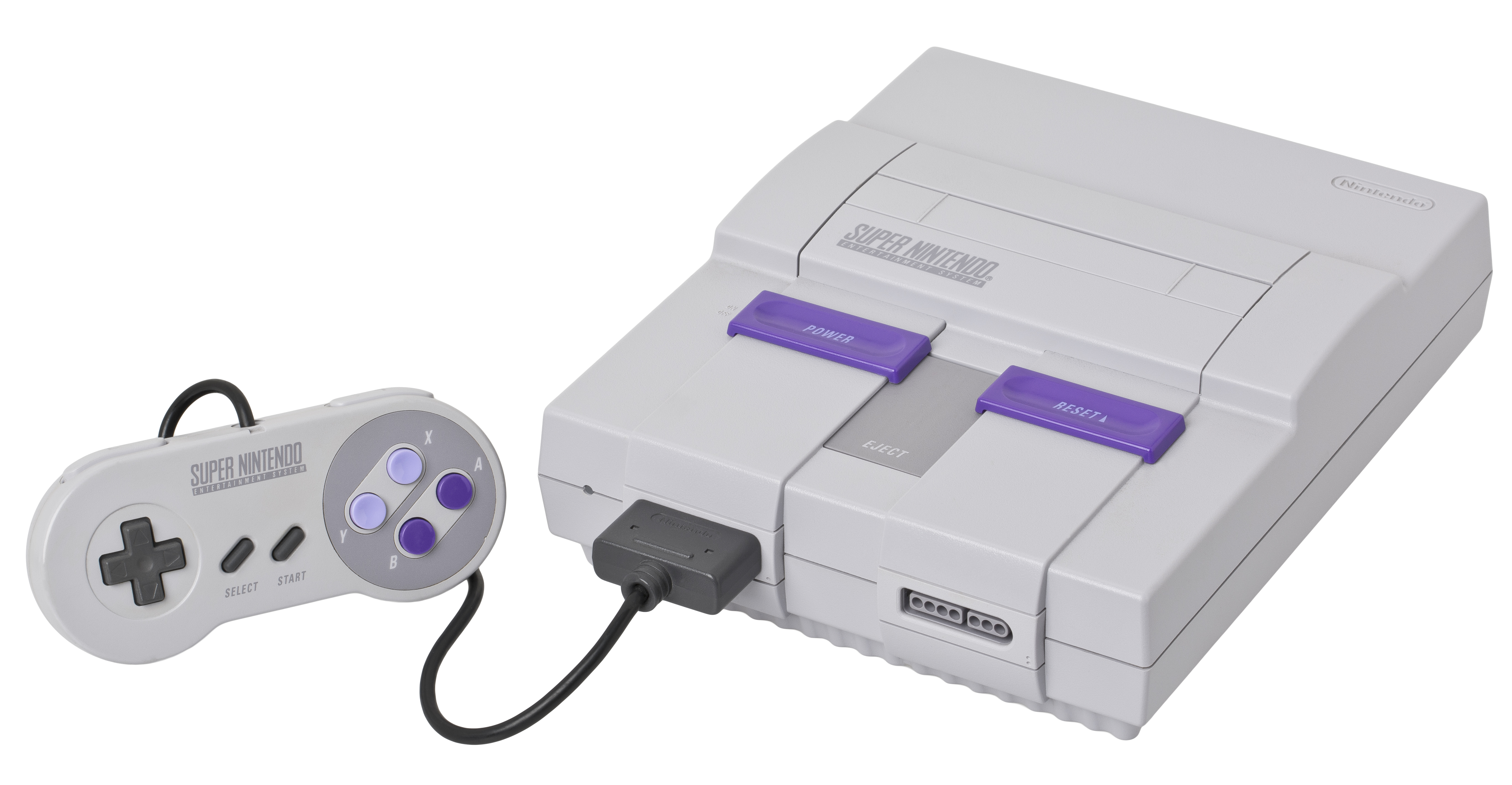
سوبر نينتندو إنترتينمنت سيستم في أمريكا الشمالية

هذه قائمة أكثر ألعاب سوبر نينتندو إنترتينمنت سيستم مبيعًا والتي قد باعت أو صدرت على الأقل مليون نسخة مرتبةً تنازليًا حسب عدد النسخ المباعة. سوبر ماريو ورلد هي اللعبة الأكثر مبيعًا.

## قائمة الألعاب
| العنوان                                      | سنة الإصدار | النسخ المباعة                                                             |
| -------------------------------------------- | ----------- | ------------------------------------------------------------------------- |
| سوبر ماريو ورلد                              | 1990        | 20.6 مليون                                                                |
| دونكي كونغ كانتري                            | 1994        | 9 ملايين                                                                  |
| سوبر ماريو كارت                              | 1992        | 8.76 ملايين                                                               |
| ستريت فايتر 2                                | 1992        | 6.3 ملايين                                                                |
| دونكي كونج كونتري 2: ديدي كونج كويست         | 1995        | 5 ملايين تقريبًا: 2.21 ملايين في اليابان، 2.16 ملايين في الولايات المتحدة  |
| أسطورة زيلدا: وصلة إلى الماضي                | 1991        | 4.61 ملايين                                                               |
| ستريت فايتر 2 تربو: هايبر فايتنغ             | 1993        | 4.1 ملايين                                                                |
| ستار فوكس                                    | 1993        | 4 ملايين                                                                  |
| سوبر ماريو ورلد 2: يوشيز آيلاند              | 1995        | 4 ملايين                                                                  |
| دراغون كويست 6                               | 1995        | 3.2 مليون في اليابان                                                      |
| كيلر إنستينكت                                | 1995        | 3.2 ملايين                                                                |
| دونكي كونج كونتري 3: ديكسي كونغز دبل تربلز!  | 1996        | 2.89 ملايين تقريبًا: 1.77 مليون في اليابان، 1.12 مليون في الولايات المتحدة |
| دراغون كويست 5                               | 1992        | 2.8 مليون في اليابان                                                      |
| إف-زيرو                                      | 1990        | 2.85 ملايين                                                               |
| كرونو تريغر                                  | 1995        | 2.7 ملايين؛ قد تتضمن نسخة البلاي ستيشن                                    |
| فاينل فانتازي 6                              | 1994        | 2.55 ملايين في اليابان                                                    |
| فاينل فانتازي 5                              | 1992        | 2.45 ملايين في اليابان                                                    |
| سوبر ماريو أول-ستارز                         | 1993        | 2.12 ملايين في اليابان                                                    |
| بايلوت وينغز                                 | 1990        | مليونان                                                                   |
| سوبر ستريت فايتر 2: ذا نيو تشالينجرز         | 1993        | مليونان                                                                   |
| سيم سيتي                                     | 1991        | 1.98 مليون                                                                |
| أسطورة السيف المقدس 2                        | 1993        | 1.83 مليون                                                                |
| علاء الدين                                   | 1993        | 1.75 مليون                                                                |
| بايو بايو                                    | 1993        | 1.7 مليون في اليابان                                                      |
| سوبر سكوب 6                                  | 1992        | 1.65 مليون                                                                |
| مورتال كومبات 2                              | 1993        | 1.51 مليون في الولايات المتحدة                                            |
| دراغون بول زد: سوبر فايتنغ ستوري 2           | 1993        | 1.5 مليون؛ 1.15 مليون في اليابان                                          |
| رومانسنغ ساغا 2                              | 1993        | 1.49 مليون                                                                |
| القتال الأخير                                | 1990        | 1.48 مليون                                                                |
| سوبر ماريو أر بي جي: ذا ليجند أوف سيفن ستارز | 1996        | 1.47 مليون في اليابان                                                     |
| دراغون بول زد: سوبر فايتنغ ستوري             | 1993        | 1.45 مليون في اليابان                                                     |
| فاينل فانتازي 4                              | 1991        | 1.44 مليون في اليابان                                                     |
| دراغون كويست 3                               | 1996        | 1.4 مليون في اليابان                                                      |
| رومانسنغ ساغا                                | 1992        | 1.32 مليون                                                                |
| رومانسنغ ساغا 3                              | 1995        | 1.3 مليون في اليابان                                                      |
| الأسد الملك                                  | 1994        | 1.27 مليون في الولايات المتحدة                                            |
| مورتال كومبات 3                              | 1995        | 1.22 مليون في الولايات المتحدة                                            |
| إن بي إيه جام                                | 1994        | 1.22 مليون في الولايات المتحدة                                            |
| ديزنيز ماجيكال كويست                         | 1992        | 1.21 مليون                                                                |
| ديربي ستاليون 3                              | 1995        | 1.2 مليون في اليابان                                                      |
| دراغون كويست 1 و2                            | 1993        | 1.2 مليون في اليابان                                                      |
| ميجا مان X                                   | 1993        | 1.16 مليون                                                                |
| ديربي ستاليون '96                            | 1996        | 1.1 مليون في اليابان                                                      |
| سوبر غولزن غوستس                             | 1991        | 1.09 مليون                                                                |
| القتال الأخير 2                              | 1993        | 1.03 مليون                                                                |
| إن بي إيه جام: نسخة المسابقة                 | 1995        | 1.01 مليون                                                                |

جميع ألعاب سوبر نينتندو إنترتينمنت سيستم قد باعت حتى 31 ديسمبر 2009: 379.06 مليون.